# Калмерия
Калмерия е бял десертен сорт грозде с произход от САЩ. Сортът е получен от испанския сорт Алмерия чрез засяване на семена от свободно опрашване през 1941 г. в опитната станция в град Френзо – Калифорния, САЩ. Внедрен е в производството през 1950 г. в САЩ, а по-късно и в други лозарски страни като ценен сорт за късно десертно гроздопроизводство. В България е внесен в град Плевен към 1990 година.
Къснозреещ сорт, узрява в края на октомври. Лозите са силно растящи с добра родовитост. Средният добив от една лоза при стъблена формировка е 4-6 кг, а от един декар-около 1500 кг. Лозите са слабо устойчиви на мана, оидиум и ниски зимни температури. Гроздето е устойчиво на сиво гниене. Най-добри резултата дава на дълбоки, плодородни, топли, с по-лек механичен състав почви.
Гроздът е голям, коничен, полусбит. Средната маса на грозда е около 300 г. Зърната са едри, удължени яйцевидно. Средната маса на едно зърно е около 5 г. Консистенцията на зърното е месеста, вкусът е приятен, хармоничен. Кожицата на зърното е дебела, крехка, жълто-зелена, с восъчен налеп, понякога с ръждиви петна откъм страната на слънцето.
Късен десертен сорт. Гроздето съдържа 15-16 % захари. Има добра транспортабилност и съхраняемост. Много добре се съхранява в хладилни камери и се изнася на пазари през зимата. Подходящ е за отглеждане в най-топлите райони на страната – Петричко, Свиленградско и в други аналогични райони на Южна България.